# Alphonse Boistel
Pour les articles homonymes, voir Boistel.
Alphonse Barthélémy Martin Boistel est un juriste et un naturaliste français, né le 24 décembre 1836 à Paris et mort le 21 septembre 1908 à Paris.
Il est reçu premier à l’agrégation en 1866 et obtient un poste d’enseignant de droit civil à Grenoble. De 1870 à 1879, il enseigne le droit commercial à Paris. Il dirige de 1875 à 1907, la Revue général du droit et participe au Recueil Dalloz.
Passionné d’histoire naturelle, il s’intéresse particulièrement aux lichens et préside la Société géologique de France. Il se retire en 1907.

## Distinctions
- Officier d'académie
- Chevalier de la Légion d'honneur

## Œuvres
- De la nullité et de la résolution de la vente et du partage (C. de Mourgues, Paris, 1859) — thèse de licence.
- De la puissance du père sur la personne de ses enfants en droit romain et en droit français (Imprimerie de E. Donnaud, Paris, 1863) — thèse de doctorat.
- Le Droit dans la famille. Études de droit rationnel et de droit positif (A. Durand, Paris, 1864).
- De la Méthode dans les sciences morales (Imprimerie de Maisonville et fils, Grenoble, 1868).
- Cours élémentaire de droit naturel ou de philosophie du droit, suivant les principes de Rosmini (E. Thorin, Paris, 1870).
- Précis du cours de droit commercial, professé à la Faculté de droit de Paris (E. Thorin, Paris, 1875, réédité en 1876, 1878, 1884).
- Théorie juridique du compte courant (E. Thorin, Paris, 1883).
- Manuel de droit commercial, à l'usage des étudiants des Facultés de droit et des Écoles de commerce (E. Thorin, Paris, 1887, réédité en 1888 et en 1889).
- Cours de philosophie du droit professé à la faculté de droit de Paris (deux volumes, A. Fontemoing, Paris, 1899).
- Principes de métaphysique nécessaires à l'étude de la philosophie du droit (A. Fontemoing, Paris, 1899).
- Nouvelle Flore des lichens pour la détermination facile des espèces sans microscope et sans réactifs avec 1178 figures inédites dessinées d'après nature par l'auteur, représentant toutes les espèces de France et les espèces communes d'Europe : 1re partie (partie élémentaire) ; suivie de Nouvelle flore servant à la détermination de toutes les espèces variètés et formes signalées en France, avec leurs caractères microscopiques et leurs réactions chimiques : 2e partie (partie scientifique) (P. Dupont, Paris, 1902, réédité en 1904, 1913, 1972 et 1986) — ouvrage qui fait suite à la Nouvelle Flore de Gaston Bonnier (1851-1922) et de Georges de Layens (1834-1897)